# Cà dell'Acqua
Cà dell'Acqua è una frazione del comune italiano di Borgo San Giovanni.

## Storia
La piccola località rurale di Cà dell'Acqua venne citata per la prima volta nel 1375, quando le terre vennero acquistate da Ursina Visconti, vedova di Matteo.
Nel Seicento la località fu proprietà della famiglia Trivulzio.
In età napoleonica (1809-16) Cà dell'Acqua fu frazione di Cazzimani, recuperando l'autonomia con la costituzione del Regno Lombardo-Veneto.
All'Unità d'Italia (1861) il comune di Cà dell'Acqua contava 543 abitanti. Nel 1865 Cà dell'Acqua venne aggregata definitivamente a Cazzimani.